# Scinax curicica
Scinax curicica är en groddjursart som beskrevs av Pugliese, Pombal och Sazima 2004. Scinax curicica ingår i släktet Scinax och familjen lövgrodor. IUCN kategoriserar arten globalt som otillräckligt studerad. Inga underarter finns listade i Catalogue of Life.